# Am Hof (Weißenburg)
Am Hof  ist eine Innerortsstraße und Platz in Weißenburg in Bayern, einer Kreisstadt im mittelfränkischen Landkreis Weißenburg-Gunzenhausen.

## Lage
Die Straße liegt im nordwestlichen Bereich der denkmalgeschützten Altstadt, nahe der St.-Andreas-Kirche. Sie verläuft vom Alten Rathaus zunächst in westlicher Richtung und weitet sich dann zu einem Dreiecksplatz. Von dort führt sie in südwestlicher Richtung bis zur Stadtmauer, wo sie am Scheibleinsturm endet.

## Geschichte
Die Ursprünge der Straße stammen aus dem Mittelalter. Der Name weist auf den karolingischen Königshof hin, der 867 erstmals urkundlich erwähnt wurde und dessen Anfänge wohl bis ins 7./8. Jahrhundert zurückreichen. Er ist die Keimzelle der späteren Stadt. Dessen Zentrum, der Bereich zwischen Andreaskirche, Martin-Luther-Platz und der vorgelagerten Straße Am Hof, ist im Grundriss erkennbar.
An der Straße befinden sich mehrere Gebäude, die mit Städtebauförderungsmaßnahmen renoviert wurden. Der ehemalige Brunnen, der vorher am Saumarkt stand, wurde in die Straße Am Hof umgesetzt.

## Denkmalgeschützte Bauten
Laut Bayerischer Denkmalliste gibt es folgende denkmalgeschützte Bauwerke:
- Am Hof 3: Bürgerhaus, zweigeschossiger Satteldachbau in Ecklage, massiv, bez. 1750
- Am Hof 3a; Ehemaliges Gasthaus, dreigeschossiger giebelständiger Satteldachbau, 1845, Schweifgiebel von 1906/07; rückwärtig Nebengebäude, ehemaliger Scheunen- und Speicherbau, zweigeschossiger Satteldachbau, massives Untergeschoss mit Bierkellern, mit Fachwerkobergeschoss und -giebel, 17./18. Jahrhundert
- Am Hof 4; Bürgerhaus, zweigeschossiger giebelständiger Satteldachbau, mit fachwerksichtigem Obergeschoss und Giebel, 1. Hälfte 16. Jahrhundert
- Am Hof 6; Ehemaliges Bürgerhaus, Reichsstadtmuseum, zweigeschossiger Satteldachbau in Ecklage, teilweise Fachwerk, verputzt, um 1784
- Am Hof 7; Bürgerhaus, zweigeschossiger giebelständiger Satteldachbau, massiv, teilweise fachwerksichtiger Giebel, 1726
- Am Hof 8; Bürgerhaus, zweigeschossiger giebelständiger Satteldachbau, mit fachwerksichtigem Giebel, vor 1600
- Am Hof 12; Bürgerhaus, zweigeschossiger giebelständiger Satteldachbau, massiv mit Fachwerkgiebel, 18./frühes 19. Jahrhundert
- Am Hof 15; Ehemaliger Hopfenspeicher, zweigeschossiges Gebäude, Satteldach, südlich mit Halbwalm, massiv und Fachwerk, frühes 18. Jahrhundert
- Am Hof 16; Kinderbewahranstalt, jetzt Kindergarten, zweigeschossiger Walmdachbau, massiv, freistehend, Gliederung und Fenstereinfassung in Naturstein, 1902 von Sebastian Eckart, mit eingeschossigem Anbau gleicher Gliederung, nach 1902; mit Einfriedung, bauzeitlich